# Wilhelm Mannhardt
Wilhelm Mannhardt (Friedrichstadt, 26 marzo 1831 – Danzica, 25 dicembre 1880) è stato un etnologo, e studioso dei miti tedesco.
Si è occupato principalmente dell'origine dei miti del folclore europeo, approfondendo l'ipotesi che alla base del mito vi siano soprattutto concezioni animistiche risalenti alle popolazioni primitive.
Nella sua opera principale in due volumi, Wald- und Feldkulte (Culto della foresta e del campo, 1877), Mannhardt si occupa dei culti e dei miti legati al mondo dell'agricoltura nelle popolazioni germaniche: in particolare ne intravede il punto di origine in uno spirito della vegetazione che tocca all'uomo preservare per trasmetterlo dalla vecchia alla nuova semina conservando l'ultimo covone, che diventerà la madre del grano dell'anno dopo.
In altri suoi scritti, opera una correlazione fra questi miti e quelli della mitologia classica.

## Opere
- Letto-Preussische Götterlehre (1870)
- Wald- und Feldkulte. Band 1: Der Baumkultus der Germanen und ihrer Nachbarstämme: mythologische Untersuchungen - Culto della foresta e del campo, vol. 1
- Wald- und Feldkulte. Band 2: Antike Wald- und Feldkulte aus nordeuropäischer Überlieferung erläutert - Culto della foresta e del campo, vol. 2
- Beiträge zur deutschen Mythologie Dieterich, Göttingen, Lipsia 1852
- De nominibus Germanorum propriis quae ad regnum referuntur, observationis specimen Berlino 1857
- Germanische Mythen. Forschungen Berlino 1858
- Ueber Vampirismus. In: Zeitschrift für deutsche Mythologie und Sittenkunde
- Die praktischen Folgen des Aberglaubens mit besonderer Berücksichtigung der Provinz Preußen Berlino 1878.
- Die Götter der deutschen und nordischen Völker Berlino 1860. 1ª parte, non proseguita
- Die Wehrfreiheit der altpreußischen Mennoniten. Denkschrift Marienburg 1863
- Roggenwolf und Roggenhund. Beitrag zur germanischen Sittenkunde Danzica 1865
- Klytia, raccolta di studi e presentazioni scientifiche. Berlino 1875
- Die Korndämonen. Beitrag zur germanischen Sittenkunde - Gli spiriti del grano, Berlino 1868

### Pubblicate postume
- Gedichte. Mit einer Lebensskizze des Dichters Danzica 1881.
- Mythologische Forschungen - Indagini mitologiche, Strasburgo 1884.
- Letto-Preußische Götterlehre Riga 1936
- Über Vampirismus, (con Jan Ignaz Hanush), Lipsia 2004.